# Přístav Shëngjin
Přístav Shëngjin, albánsky Porti i Shëngjinit, je třetí nejmenší přístav v Albánii a jediný na sever od největšího přístavu Drač. Nachází ve stejnojmenném, přímořském městě Shëngjin v okrese Lezhë a je provozován přístavním úřadem Shëngjinu. Z pěti albánských přístavů je Shëngjin prostředním z hlediska hospodářského významu. V roce 2004 přijal náklad o hmotnosti 293 300 tun. Od roku 1990 se kapacita přístavu Shëngjin zvýšila pětinásobně. UN/LOCODE pro Shëngjin je ALSHG. Od roku 2010 do roku 2020 probíhá přestavba přístavu za spoluúčasti Světové banky.
Přístav se zaměřuje na tři oblasti: rybaření, trajektové služby a nakládání a vykládání lodí, zejména ropných.